# Le Patriote (film, 1928)
Pour les articles homonymes, voir Le Patriote et The Patriot.
Pour plus de détails, voir Fiche technique et Distribution.
Le Patriote (The Patriot) est un film américain réalisé par Ernst Lubitsch, sorti en 1928.
Les copies du Patriote ont disparu, seuls subsistent la bande annonce et des fragments de quelques minutes.

## Synopsis
Les derniers jours du tsar Paul Ier de Russie (1754-1801), irascible et imprévisible, qui tient la Russie sous sa botte. Le tsar se méfiant de tous, sauf du comte Pahlen, son premier ministre et ami fidèle. Mais le comte ne fait plus confiance à son souverain et conspire contre lui, « pour le bien de la Russie ». La favorite du tsar, la comtesse Ostermann, s'estimant trahie par le tsar qui lui préfère la charmante Mademoiselle Lapoukhine, s'allie aux conspirateurs. Le tsar finit étranglé par l'un des soldats de sa garde.

## Fiche technique
- Titre : Le Patriote
- Titre original : The Patriot
- Réalisation : Ernst Lubitsch
- Scénario : Hanns Kräly, d'après la pièce The Patriot[1] d'Ashley Dukes adaptée de Der Patriot de l'écrivain Alfred Neumann, elle-même adaptée de la pièce La Mort de Paul 1er de Dimitri Merejkovski
- Photographie : Bert Glennon
- Musique : Gerard Carbonara, Domenico Savino et Max Bergunker (non crédité)
- Décors : Hans Dreier
- Costumes : Ali Hubert
- Assistant caméra : William H. Clothier
- Montage : Ernst Lubitsch
- Production : Ernst Lubitsch
- Société de production : Paramount Pictures
- Pays d'origine : États-Unis
- Format : Noir et blanc - film muet sonorisé
- Genre : Drame historique
- Durée : 113 minutes
- Date de sortie : 1928

## Distribution
- Emil Jannings : Tsar Paul Ier

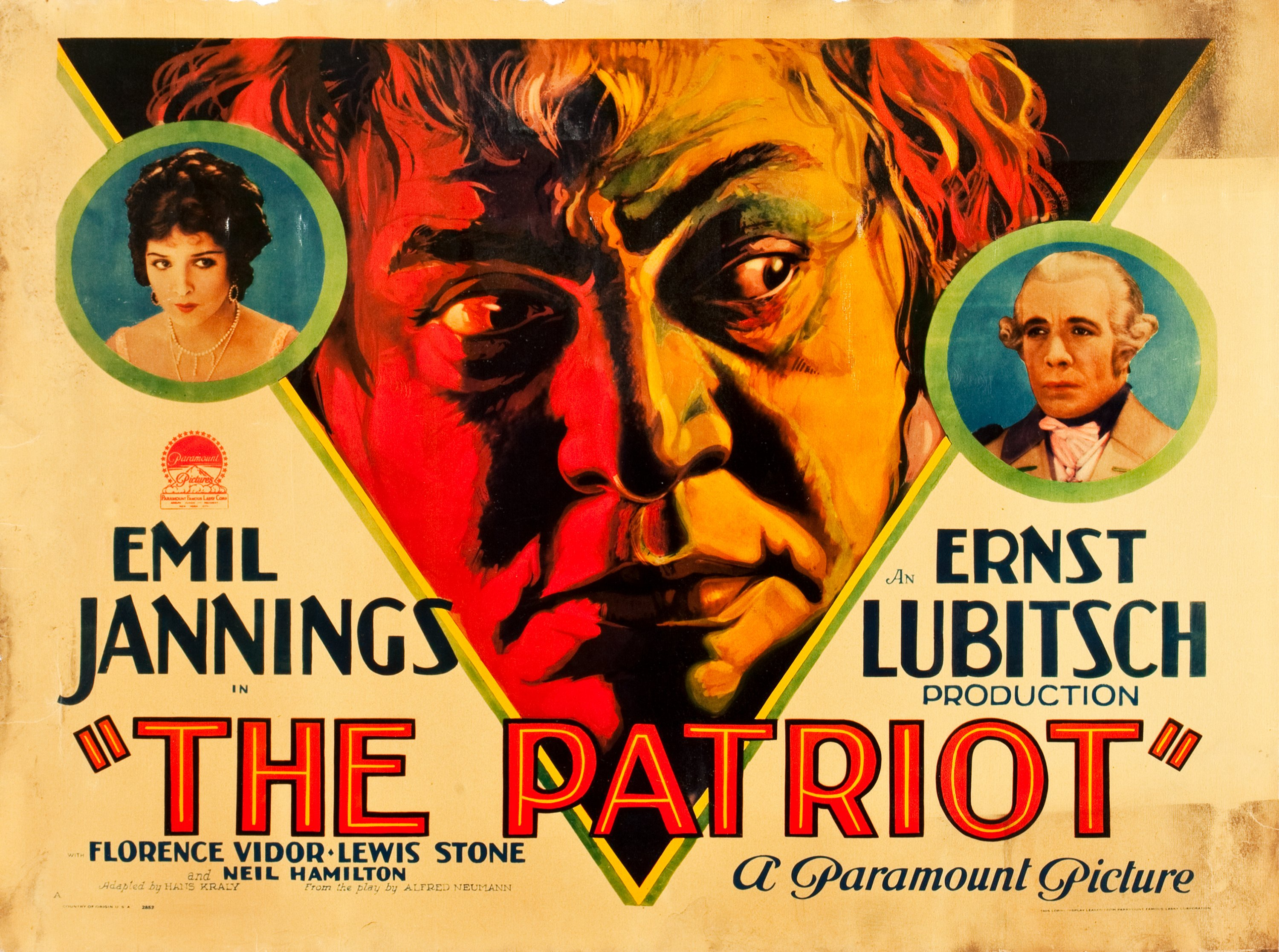
Autre affiche du film.

- Florence Vidor : Comtesse Ostermann
- Lewis Stone : Comte Pahlen
- Vera Voronina : Mademoiselle Lapoukhine
- Neil Hamilton : Prince Alexandre

## Autour du film
- Le Patriote a reçu l'Oscar du meilleur scénario adapté pour 1928/29
- En 1934, Josef von Sternberg a utilisé des plans de foule du Patriote, pour son film L'Impératrice rouge, produit par la Paramount, où Lubitsch était alors directeur des productions (production chief)[2].